# Ahead of Their Time
Ahead of Their Time es un álbum en directo de Frank Zappa y The Mothers of Invention. Fue grabado en el Royal Festival Hall de Londres, Reino Unido el 28 de octubre de 1968, y reeditado en CD en 1993 por Barking Pumpkin, y posteriormente, en 1995 por Rykodisc.
La primera parte del concierto cuenta con la participación de la Orquesta Sinfónica de la BBC.

## Lista de canciones
1. "Prologue" – 3:07
2. "Progress?" – 4:44
3. "Like It or Not" – 2:21
4. "The Jimmy Carl Black Philosophy Lesson " – 2:01
5. "Holding The Group Back" – 2:00
6. "Holiday in Berlin" – 0:56
7. "The Rejected Mexican Pope Leaves the Stage" – 2:55
8. "Undaunted, the Band Plays On" – 4:34
9. "Agency Man" – 3:17
10. "Epilogue" – 1:52
11. "King Kong" – 8:13
12. "Help, I'm a Rock" – 1:38
13. "Transylvania Boogie" – 3:07
14. "Pound for a Brown" – 6:50
15. "Sleeping in a Jar" – 2:24
16. "Let's Make the Water Turn Black" – 1:51
17. "Harry, You're a Beast" – 0:53
18. "The Orange County Lumber Truck (Part I)" – 0:46
19. "Oh No" – 3:22
20. "The Orange County Lumber Truck (Part II)" – 10:36

## Personal
- Frank Zappa – guitarra, voz
- Jimmy Carl Black – batería, voz
- Roy Estrada –	bajo, voz
- Don Preston – piano eléctrico, ruidos extraños (osciladores caseros)
- Bunk Gardner – saxofón tenor, clarinete
- Ian Underwood – saxofón alto, piano
- Euclid James "Motorhead" Sherwood – saxofón barítono, pandereta
- Arthur Dyer Tripp III – batería, percusión
- Miembros de la Orquesta Sinfónica de la BBC
- Bob Stone – remezclas
- Cal Schenkel – diseño gráfico